# المحرص
قرية المحرص هي إحدى القرى التابعة لمركز ملوى بمحافظة المنيا في جمهورية مصر العربية. حسب إحصاءات سنة 2006، بلغ إجمالي السكان في المحرص 19274 نسمة، منهم 9845 رجلا و9429 امرأة.